# 小行星2890
小行星2890（2890 Vilyujsk）是一颗围绕太阳公转的小行星。1978年9月26日，柳德米拉·朱拉夫寥娃在克里米亚发现了此天体。
該小行星以俄羅斯薩哈共和國的城市維柳伊斯克命名。
这颗小行星的绝对星等为50.95098等。